# Sea Ranch Lakes
Sea Ranch Lakes – wieś w Stanach Zjednoczonych, w stanie Floryda, w hrabstwie Broward.